# ハリシュ＝チャンドラ指標
数学において、あるヒルベルト空間 H 上の半単純群 G の表現のハリシュ＝チャンドラ指標（ハリシュ＝チャンドラしひょう、英: Harish-Chandra character）とは、その群 G 上のある超函数で、あるコンパクト群の有限次元表現の指標と類似なもののことを言う。
インド人数学者、物理学者のハリシュ＝チャンドラの名にちなむ。

## 定義
π を、あるヒルベルト空間 H 上の群 G の既約ユニタリ表現とする。f が G 上のコンパクトな台を持つ滑らかな函数であるなら、H 上の作用素
{\displaystyle \pi (f)=\int _{G}f(x)\pi (x)\,dx}
はトレースクラスに属し、超函数
{\displaystyle \Theta _{\pi }:f\mapsto \operatorname {Tr} (\pi (f))}
はその表現の指標（あるいは大域指標またはハリシュ＝チャンドラ指標）と呼ばれる。
指標 Θπ は G 上の超函数で、共役作用（conjugation）について不変であり、G の普遍包絡代数の中心（center）である。すなわち、表現 π の無限小指標を固有値とする不変固有超函数である。
ハリシュ＝チャンドラの正則性定理に従えば、任意の不変固有超函数およびヒルベルト空間上の任意の既約ユニタリ表現は、局所可積分函数によって与えられる。